# 岐阜県道319号寒水八幡線
岐阜県道319号寒水八幡線（ぎふけんどう319ごう かのみずはちまんせん）は、岐阜県郡上市内を通る一般県道である。

## 概要

### 路線データ
- 起点：岐阜県郡上市明宝寒水（岐阜県道82号白鳥明宝線交点）
- 終点：岐阜県郡上市八幡町（現道：国道256号交点、バイパス：国道156号交点）

## 沿革
- 1977年（昭和52年）2月27日 ： 認定[1]

## 地理

### 通過する自治体
- 岐阜県
  - 郡上市

### 接続する道路
- 岐阜県道82号白鳥明宝線（郡上市明宝寒水地内）

この間未開通区間あり（郡上市明宝寒水地内 - 郡上市八幡町河鹿地内）
- 岐阜県道320号有穂中坪線（中坪1丁目交差点 - 郡上市八幡町島谷地内（愛宕公園前）で重複）
- 国道256号（飛騨せせらぎ街道）（郡上市八幡町島谷地内、愛宕公園前）

バイパス（総合庁舎前交差点 - 五町交差点）
- 国道156号（越前街道）（五町交差点）

### 周辺
- 郡上市立川合小学校
- 岐阜県郡上総合庁舎
- 岐阜県警察 郡上警察署
- 郡上八幡城
- 岐阜家庭裁判所 郡上出張所
- 郡上八幡郵便局
- 郡上市立八幡小学校
- 郡上市役所
- 郡上市はちまん図書館
- 東海北陸自動車道 郡上八幡インターチェンジ